# Catholicisme en Islande
L'Église catholique en Islande est une Église particulière de l'Église catholique située en Islande.

## Histoire

### Avant la réforme
L'histoire de l'Église catholique en Islande est antérieure à l'histoire de la nation islandaise car, selon toute vraisemblance, il s'y trouvait déjà des ermites catholiques venus d'Irlande avant la colonisation du pays par des Scandinaves à la fin du IXe siècle. Rapidement, ces ermites disparurent sans laisser de traces.
Au Xe siècle, des missionnaires norvégiens et allemands vinrent en Islande et commencèrent à annoncer la foi aux Scandinaves. Sous la pression du roi de Norvège, entre autres raisons, l'Althing (le Parlement fondé en 930) adopta légalement en l'an 1000 (ou 999) le christianisme comme religion officielle de toute l'Islande.
Ísleifur Gizurarson, le premier évêque islandais, fut consacré à Brême (en Allemagne) en 1056. Il s'établit à Skálholt (dans le sud) et en fit le premier siège épiscopal de l'île. Cinquante ans plus tard, en 1106, fut fondé dans le nord un autre évêché à Hólar.
Au début, le diocèse de Skálholt dépendait de la province ecclésiastique allemande de Brême, mais de 1104 à 1152, l'Islande passa sous la juridiction de la province danoise de Lund (ville qui fait actuellement partie de la Suède). En 1152, Skálholt et Hólar furent intégrés à la nouvelle province ecclésiastique de Nidaros (actuelle Trondheim, en Norvège). Des couvents placés sous la règle de saint Benoît et de saint Augustin virent alors le jour.
L'évêque catholique le plus prestigieux de l'Islande médiévale fut saint Þorlákur Þórhallsson (saint Thorlak) qui exerça à Skálholt de 1178 à 1193. Il fut canonisé en Islande et il fut permis de recourir à son intercession en 1198. Ses ossements furent exhumés le 20 juin de la même année. Dans le calendrier liturgique, deux fêtes lui sont consacrées : l'une le 23 décembre (Þorláksmessa á vetri : messe d'hiver de saint Thorlak) et le 20 juin (Þorláksmessa á sumri: messe d'été de saint Thorlak). Le 14 janvier 1985, le pape Jean-Paul II nomma saint Thorlak patron de l'Islande.

### La réforme protestante
La Réforme protestante du XVIe provoqua un bouleversement total en Islande, surtout dans le domaine religieux. Christian III, roi de Danemark (1537-1559), imposa la Réforme protestante luthérienne afin de s'emparer des terres et de toutes les autres propriétés de l'Église catholique.
L'évêque de Hólar, Jón Arason, qui fut le principal opposant au pouvoir du roi et à l'imposition du luthéranisme, déclara illégale la nouvelle organisation ecclésiastique. Mais il fut arrêté par quelques sbires du roi danois et exécuté sans jugement avec ses deux fils (le célibat ecclésiastique n'avait pas été imposé par Rome à cette région lointaine) le 7 novembre 1550 à Skálholt. Ensuite, les monastères furent détruits et les moines assassinés ou expulsés. Seuls les prêtres qui adhérèrent au luthéranisme purent conserver leur office.
La religion catholique fut totalement interdite sous peine de mort ou d'expulsion.

### Retour du catholicisme

Évolution démographique des pratiques catholiques en Islande entre 1860 et 2008.

Il n'y eut plus aucun catholique en Islande jusqu'en 1857. Cette année-là, deux prêtres français, Bernard Bernard et Jean-Baptiste Baudoin, reçurent l'autorisation exceptionnelle de desservir les marins français qui pêchaient au large de l'Islande. En 1859, le Père Bernard acheta le terrain appelé Landakot (de) tout près du centre-ville de Reykjavik. La Constitution de 1874 rétablit la liberté religieuse, permettant ainsi la renaissance de l'Église catholique en Islande.
En 1896, des Sœurs de Saint-Joseph arrivèrent du Danemark. En 1902, elles ouvrirent une école primaire et fondèrent un petit hôpital à Reykjavik. Avec l'accord des autorités islandaises, le Saint-Siège institua une mission autonome. Pendant les deuxième et troisième décennies du XXe siècle, le nombre de catholiques s'accrut énormément. Nombre d'écrivains et d'artistes se firent catholiques, parmi lesquels le futur Prix Nobel de littérature Halldór Kiljan Laxness.
Le pape Jean-Paul II rendit visite à l'Islande les 3 et 4 juin 1989, événement d'une importance considérable pour l'Église catholique en Islande et qui marque le début d'un renouveau du catholicisme dans l'île, le nombre de fidèles passant d'environ 2 000 au début des années 1980 à plus de 10 000 au début des années 2010. Le catholicisme est alors la seconde religion de l'île, ses fidèles représentant environ 3,5% de la population islandaise.  
Cependant une grande partie d'entre eux sont issus de l'immigration polonaise.

## Organisation
Le 12 juin 1923, le pape Pie XI institue une préfecture apostolique en Islande. Celle-ci devient vicariat apostolique le 6 juin 1929 avant d'être élevée au rang de diocèse le 18 octobre 1968. Le diocèse catholique de Reykjavik constitue l'unique juridiction catholique d'Islande.
Le nom du siège historique de Hólar a été repris en 1929 comme siège titulaire et attribué pour la 1re fois à Mgr Martin Meulenberg, lors de l'érection du vicariat apostolique d'Islande.
L'Islande ne dispose pas d'un nonce apostolique (en) en propre. La représentation du Saint-Siège dans l'île est assurée par le nonce apostolique en Suède (en) qui a compétence sur l'ensemble des pays scandinaves.

## Édifices catholiques
L'Islande ne compte qu'une dizaine d'édifices affectés au culte catholique à travers le pays:
- La basilique du Christ-Roi (communément appelée Kristkirkja, « église du Christ ») ou cathédrale, ou encore Landakot (Basilika Krists konungs).
- L'église Sainte-Marie (Maríukirkjan) de Breiðholt, à Reykjavik (Maríukirkjan í Breiðholti, ).
- La chapelle du Carmel de Hafnarfjörður (Kapella Karmelklaustursins í Hafnarfirði).
- L'église Saint-Joseph de Hafnarfjörður (Sankti Jósefskirkja í Hafnarfirði).
- L'église Saint-Pierre d'Akureyri (dans le nord : Péturskirkja á Akureyri).
- La chapelle Sainte-Barbe de Keflavík (Barbörukapella í Keflavík)
- La chapelle de la Sainte-Croix à Ölfus (dans le sud : Kapella hins heilaga kross í Ölfusi).
- La chapelle Saint-Jean-l'Évangéliste d'Ísafjörður (dans les Fjords de l'Ouest : Kapella Jóhannesar guðspjallamanns á Ísafirði).
- La chapelle de la Vierge Marie de Stykkishólmur (Kapella Maríu meyjar í Stykkishólmi).
- La chapelle du couvent des Capucins de Kollaleira dans le Reyðarfjörður (Kapella Kapúsínaklaustursins á Kollaleiru í Reyðarfirði)[2].

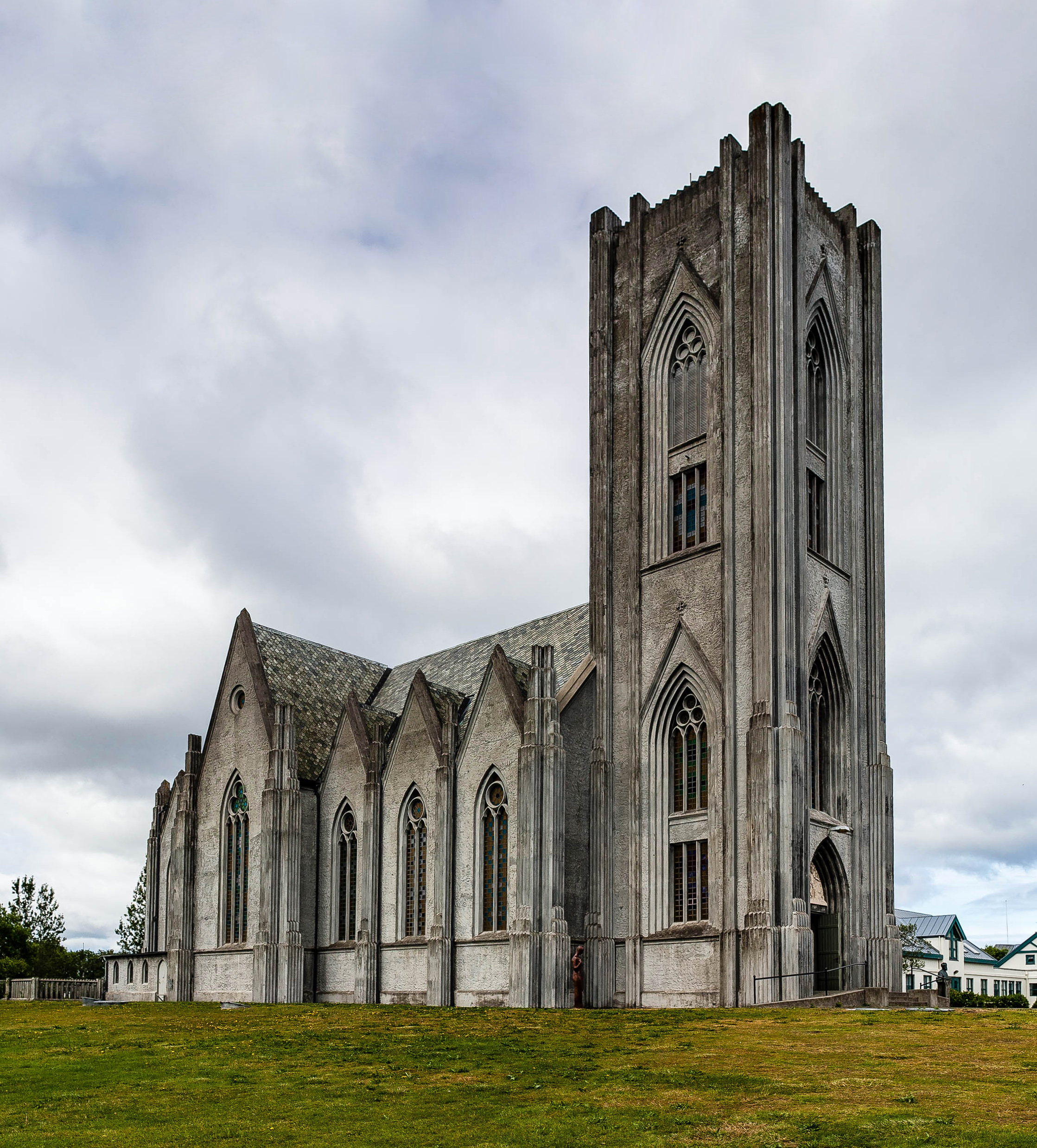
basilique du Christ-Roi de Reykjavik
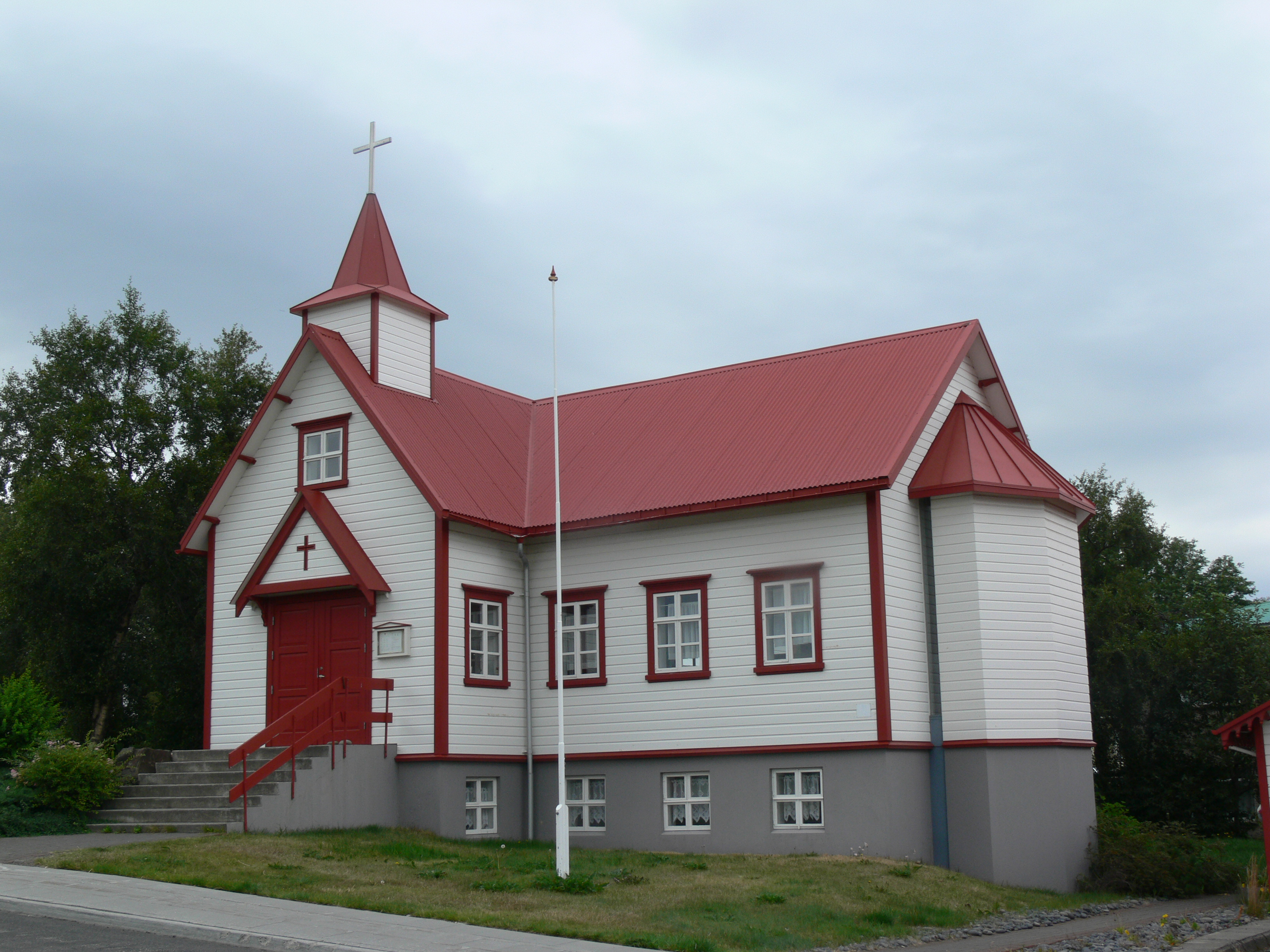
L'église Saint-Pierre de Akureyri
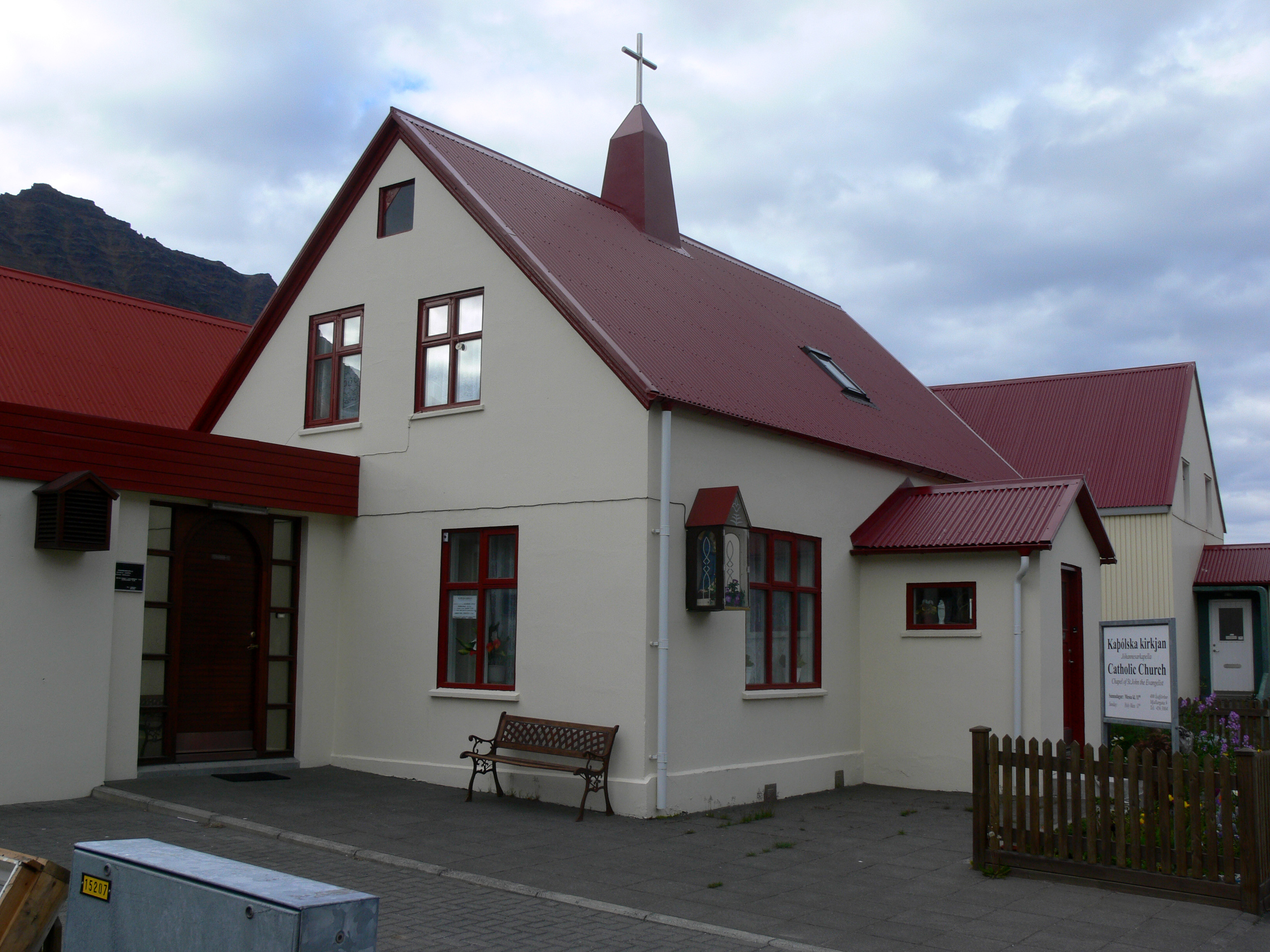
La chapelle Saint-Jean-l'Évangéliste de Ísafjörður
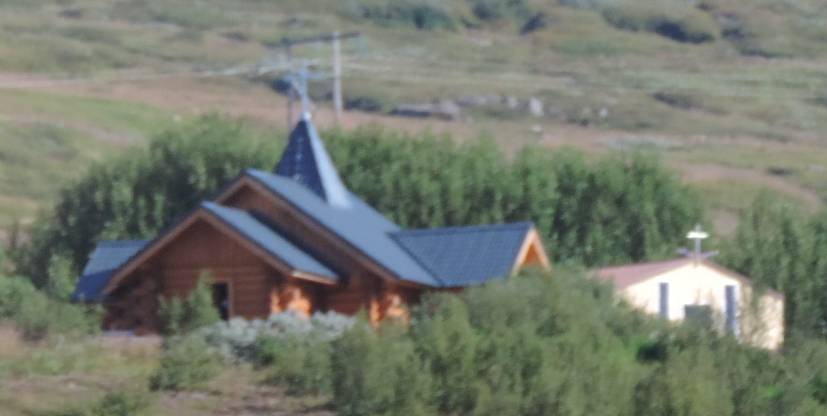
L'église Saint-Thorlak de Reyðarfjörður